# Gouvernement Krakau
Het Gouvernement Krakau (Russisch: Краковская губерния) (Pools: Gubernia krakowska) was een gouvernement (goebernija) van Congres-Polen. De hoofdstad van het gouvernement was Krakau.
Het gouvernement Krakau ontstond in 1837 uit het Woiwodschap Krakau. In 1844 werd het gouvernement Krakau onderdeel van het Gouvernement Radom.